# Dị thường iridium
Thuật ngữ dị thường iridium thường dùng để chỉ sự phong phú khác thường của nguyên tố hóa học iridium trong một lớp địa tầng đá ở ranh giới Cretaceous-Paleogene (K-PG). Nồng độ cao bất thường của một kim loại hiếm như iridium thường được lấy làm bằng chứng cho một sự kiện tác động ngoài Trái Đất.

## Đặc điểm dị thường
Khu vực địa phương của dị thường iridium này là gần khu vực Raton, New Mexico.
Iridium là một nguyên tố rất hiếm trong vỏ Trái Đất, nhưng được tìm thấy ở nồng độ cao bất thường (gấp khoảng 100 lần so với bình thường) trong một lớp đất sét mỏng trên toàn thế giới đánh dấu ranh giới giữa thời kỳ kỷ Phấn trắng và Paleogen, 66 triệu năm trước. Ranh giới này được đánh dấu bằng một sự kiện tuyệt chủng lớn, bao gồm cả loài khủng long cùng với khoảng 70% của tất cả các loài khác. Lớp đất sét cũng chứa các hạt thạch anh nhỏ va chạm và, ở một số nơi, các hạt thủy tinh phong hóa nhỏ được cho là tektites.

## Lý thuyết tác động
Một nhóm bao gồm nhà vật lý Luis Alvarez, con trai ông, nhà địa chất Walter Alvarez, và nhà hóa học Frank Asaro và Helen Vaughn Michel là những người đầu tiên liên kết sự tuyệt chủng với sự kiện va chạm ngoài Trái Đất dựa trên quan sát rằng iridium có nhiều trong thiên thạch hơn là trên Trái Đất. Lý thuyết này sau đó đã được chứng minh bằng các bằng chứng khác, bao gồm cả việc phát hiện gần nhất về miệng hố va chạm, được gọi là Chicxulub, trên Bán đảo Yucatan ở México.